# Pêcheurs étendant leurs filets
Pêcheurs étendant leurs filets est un tableau d'Alfred Sisley peint en 1872. Il se trouve actuellement aux États-Unis, au musée d'art Kimbell à Fort Worth, au Texas.
Dans cette œuvre, la Seine est représentée par Sisley comme une source de travail dans la région d'Argenteuil, comme dans La Seine à Argenteuil, une toile peinte la même année, et dans La Seine à Port-Marly, tas de sable. Ce tableau met en scène des pêcheurs et le fleuve vu du village de Villeneuve-la-Garenne. Sisley représenta cependant le plus souvent la Seine comme lieu de loisirs, à l'instar des autres Impressionnistes. On peut penser qu'il s'agit de deux « pendants » de l'œuvre de Sisley visant à montrer le contraste entre les activités industrielles et ludiques liées au fleuve. 

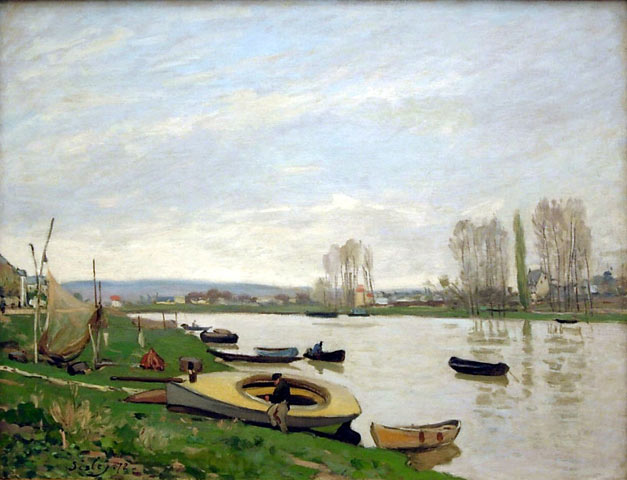
La Seine à Argenteuil par Alfred Sisley, 1872, Musée Faure (Aix-les-Bains).